# Peter Lerch
Pour les articles homonymes, voir Lerch.
Peter Lerch, parfois Peter von Lerch (russifié en Piotr Ivanovitch Lerkh, Пётр Иванович Лерх), né en 1828 et mort le 4 septembre 1884 à Hambourg, est un archéologue, numismate et orientaliste allemand sujet de l'Empire russe. Il est surtout connu pour ses travaux concernant la langue kurde.

## Biographie
Peter Lerch naît dans une famille allemande fortunée de Saint-Pétersbourg. 
Il termine ses études à la faculté des langues orientales de l'université impériale de Saint-Pétersbourg en 1850 en tant que spécialiste de langues orientales. Il occupe ensuite des emplois modestes à l'académie impériale des sciences de Saint-Pétersbourg.
Il est envoyé en 1856 à Roslavl dans le gouvernement de Smolensk où sont exilés plusieurs prisonniers de guerre kurdes de Perse, afin d'étudier leur langue et leurs coutumes.
Lerch se fait connaître par la publication en 1856-1857 d'une étude en trois tomes intitulée Études sur les Kurdes iraniens et de leurs ancêtres chaldéens du Nord (Forschungen über die Kurden und die iranischen Nord-chaldäer). Il fait paraître aussi une grammaire kurde.
En 1858, il fait partie de la mission diplomatique du comte Ignatiev à Khiva et à Boukhara, dans un but scientifique. Dans la seconde moitié des années 1860, il fait une expédition inverse dans le Grand Nord russe. En 1860, il devient membre effectif de la Société archéologique impériale. Il visite le Turkestan russe en 1867. Il écrit plusieurs articles sur l'âge de pierre et l'âge du bronze entre 1862 et 1864 dans Les Nouvelles de la Société archéologique. Il participe à la conférence internationale d'anthropologie et d'histoire de Copenhague en 1869. Au IIIe congrès international des orientalistes de Saint-Pétersbourg en 1873, il est le premier à déchiffrer des pièces de monnaie anciennes de l'émirat de Boukhara.
Il devient secrétaire de la commission archéologique impériale en 1873. De 1877 à 1879, il dirige la bibliothèque de l'université de Saint-Pétersbourg, mais il démissionne pour maladie et fait don de sa bibliothèque personnelle et de sa collection archéologique à la bibliothèque de l'université. Atteint d'une attaque qui le laisse à demi paralysé, il part se soigner en Allemagne, où il meurt quelques années plus tard. 
Il est l'auteur d’une cinquantaine d'articles en russe et d'une trentaine d'articles en allemand, ainsi que de quelques articles en français dans diverses revues scientifiques.

## Quelques publications
- (de) Forschungen über die Kurden und die iranischen Nord-chaldäer, Saint-Pétersbourg, 1856; traduction en russe, 1857
- (de) Khiva, oder Kharezm : seine historischen und geographischen Verhältnisse, Saint-Pétersbourg, 1873
- (de) Das Russische Turkestan: seine Revölkerung und seine äusseren Reziehungen
- (ru) Voyage archéologique dans la région du Turkestan en 1867, Saint-Pétersbourg, 1870

## Source
- (ru) Cet article est partiellement ou en totalité issu de l’article de Wikipédia en russe intitulé « Лерх, Пётр Иванович » (voir la liste des auteurs).